# Sky Trails
Sky Trails je šesté sólové studiové album amerického hudebníka Davida Crosbyho. Vydáno bylo v září roku 2017, necelý rok po jeho předchozím albu Lighthouse. Jeho producentem byl Crosbyho syn James Raymond. Na většině písní se Crosby podílel také autorsky, jednou z výjimek je například jedna píseň od zpěvačky Joni Mitchell.

## Seznam skladeb
1. She's Got to Be Somewhere – 4:47
2. Sky Trails – 4:51
3. Sell Me a Diamond – 5:28
4. Before Tomorrow Falls on Love – 3:52
5. Here It's Almost Sunset – 3:53
6. Capitol – 6:57
7. Amelia – 5:38
8. Somebody Home – 4:38
9. Curved Air – 4:45
10. Home Free – 5:40

## Obsazení
- David Crosby – zpěv, kytara
- James Raymond – syntezátorová baskytara, elektrické piano, klavír, syntezátory, programování bicích, vokodér, aranžmá, doprovodné vokály
- Jacob Collier – doprovodné vokály
- Steve DiStanislao – bicí
- Walt Fowler – křídlovka
- Dean Parks – kytara
- Steve Tavaglione – tenorsaxofon, sopránsaxofon, altflétna, EWI
- Becca Stevens – kytara, zpěv
- Mai Agan – baskytara, doprovodné vokály
- Jeff Pevar – kytara
- Greg Leisz – pedálová steel kytara
- Steve Postell – kytara
- Andrew Ford – baskytara
- Jeff Coffin – altsaxofon, flétna
- Michael League – baskytara
- Robert „Sput“ Searight – bicí
- Justin Stanton – elektrické piano
- Jay Jennings – křídlovka
- Mike „Maz“ Maher – křídlovka
- Bob Lanzetti – kytara
- Chris McQueen – kytara
- Mark Lettieri – kytara
- Cory Henry – varhany
- Nate Werth – perkuse
- Bill Laurance – klavír
- Shaun Martin – syntezátor
- Chris Bullock – tenorsaxofon
- Gary Novak – bicí